# Conseil d'État prussien (1933)
Le Conseil d'État prussien est un organe consultatif du Reich allemand depuis juillet 1933.

## Histoire

### Situation initiale
La constitution de l'État libre de Prusse crée un organe constitutionnel appelé Conseil d'État prussien. Celui-ci est composé de membres élus par les parlements provinciaux prussiens.
Grâce aux nouvelles élections au parlement prussien du 5 mars 1933, qui se sont déroulées parallèlement aux élections du Reichstag, et aux élections pour les parlements des États provinciaux le 12 mars 1933, le NSDAP a pu obtenir la majorité nécessaire au parlement. Le 18 mai, le parlement et le Conseil d'État, nommés par les parlements des États provinciaux. En 1933, une loi d'habilitation (de) prussienne est votée. Cela donne au gouvernement de l'État prussien les pouvoirs correspondants au niveau de l'État, comme le gouvernement du Reich l'a reçu au niveau national par la loi d'habilitation du 24 mars 1933. Cela signifie que le Conseil d'État est finalement privé de ses fonctions co-législatives et co-exécutives. Avec l'article 15 de la loi prussienne sur le Conseil d'État du 8 juillet 1933, le Conseil d'État est dissous dans ses fonctions antérieures.

### Création du Conseil d'État
La « loi sur le Conseil d’État » créé désormais un nouvel organe dans l’esprit de la vision du monde national-socialiste. Il s'agit désormais d'un organe purement consultatif. Le Conseil d'État est composé de membres de droit et de membres nommés par Hermann Göring en sa qualité de ministre-président prussien afin de leur attribuer le titre de conseiller d'État. Les membres d'office comprennent les ministres et secrétaires d'État prussiens ainsi que quelques autres responsables.
Les conditions d'adhésion sont la résidence en Prusse et un âge minimum de 25 ans. Des incompatibilités existent pour les ministres du Reich (à moins qu'ils ne soient également ministres prussiens) ainsi que pour les fonctionnaires et ministres d'un pays non prussien.
La qualité de membre prend fin par la cessation de la fonction (pour les membres en tant qu'offices). Les membres nommés quittent leurs fonctions par décès, démission ou révocation par Göring. Les membres du Conseil d'État reçoivent une allocation de 1 000 RM par mois (à partir du 1er avril 1936 : 500 RM).

### Réunions du Conseil d'État
Seules six réunions du Conseil d'État ont lieu. Le Conseil d'État se réunit pour la première fois le 15 septembre 1933 dans l'auditorium de l'université Frédéric-Guillaume de Berlin. La seconde réunion du Conseil d'État a lieu le 12 octobre 1933. La troisième réunion a lieu le 18 juin 1934 avec un rapport du ministre des Finances sur la situation financière de la Prusse. La quatrième réunion est convoquée pour le 21 mars 1935, second anniversaire de la journée de Potsdam, et la cinquième pour le 25 juin 1935. La dernière réunion a lieu le 5 mars 1936.

### Fin du Conseil d'État
Le Conseil d'État n'est plus convoqué, mais continue d'exister. En 1943, Albert Hoffmann (de) est nommé pour la dernière fois conseiller d’État. Avec la fin du national-socialisme en 1945, le Conseil d’État prend également fin.